# چتارا (کامپانیا)
چتارا (به ایتالیایی: Cetara) یک کومونه در ایتالیا است که در استان سالرنو واقع شده‌است. چتارا ۴٫۹۱ کیلومتر مربع مساحت و ۲٬۳۵۸ نفر جمعیت دارد و ۱۵ متر بالاتر از سطح دریا واقع شده‌است.

## خواهرخوانده
شهر ست، فرانسه خواهرخواندهٔ چتارا (کامپانیا) هست.